# Iglesia de San Francisco (Ateca)
La Iglesia de San Francisco conocida popularmente como iglesia de San Martín por estar situada en el barrio de San Martín de Ateca, en un templo católico construido entre 1627 y 1630 junto al convento de frailes franciscanos.

## Descripción
Esta iglesia formaba parte inicialmente de un convento de frailes Franciscanos que fue expropiado en el siglo XIX durante la desamortización de Mendizábal. Aún quedan restos del antiguo convento separados por una calle y que tuvieron el uso de juzgados y cárcel hasta el año 1965 en que Ateca dejó de ser cabeza de partido judicial. Destaca por la sencillez de su construcción y sigue los parámetros de construcción de la orden franciscana. Realizada en tapial y ladrillo, consta de tres naves con capilla entre los contrafuertes con cabecera plana. El retablo mayor Está bajo la tradicional advocación franciscana de la Porciúncula.

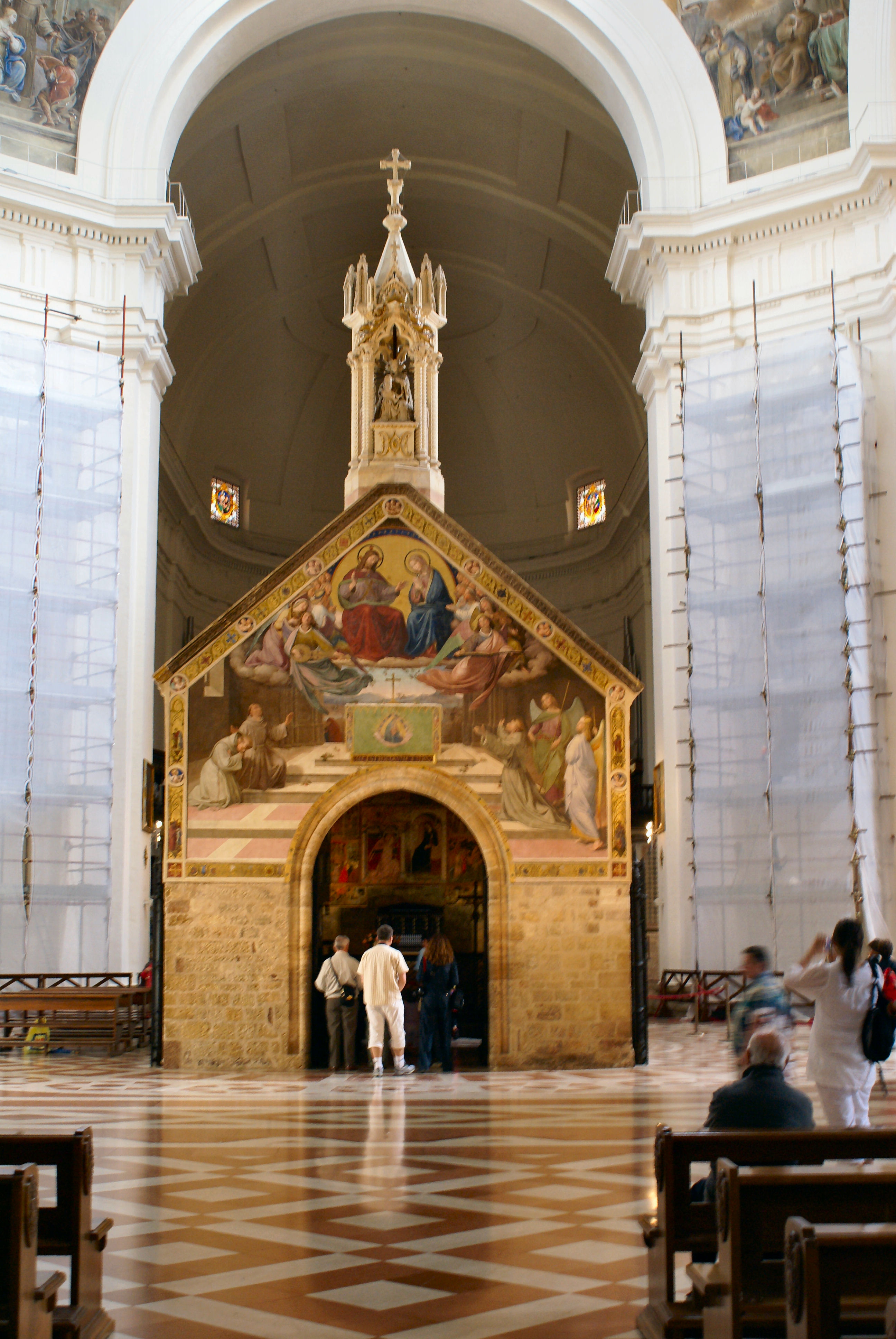
La Porciuncula en Asis

## Catalogación
Se encuentra inscrita en el Inventario del Patrimonio Cultural Aragonés por lo que según la ley 3/1999 de 10 de marzo del Patrimonio Cultural Aragonés tiene la protección de Bien inventariado del patrimonio cultural aragonés.